# Amazonas (Brasile)
Amazonas è il più esteso stato del Brasile, situato nella parte settentrionale del Paese.
Procedendo da nord in senso orario, confina con gli Stati di Roraima, Pará, Mato Grosso, Rondônia e Acre. Confina inoltre con Perù, Colombia (Dipartimento di Amazonas) e Venezuela (stato di Amazonas). Non confina invece con l'omonima regione peruviana.

## Geografia fisica
L'Amazonas, che prende il nome dal Rio delle Amazzoni, è coperto in prevalenza dalla foresta amazzonica, della quale ingloba una buona fetta.
Il territorio dell'Amazonas può essere suddiviso in tre aree:
- igapos – terre sempre coperte dall'acqua
- varzeas – terre più elevate degli igapos, coperte dall'acqua solo quando i fiumi sono in piena durante la stagione delle piogge
- planalto – il tipo di terra più elevato, che non viene mai sommerso dalle acque.

Nello Stato si trova la cima più alta del Brasile, il Pico da Neblina, un tepui a 2 995 m sopra il livello del mare.

## Storia
Il toponimo "Amazonas" fu usato per la prima volta dagli esploratori spagnoli, i quali si trovarono a combattere contro donne amerindie che ricordarono loro le amazzoni della mitologia greca. Il termine passò poi a indicare il fiume, lo Stato e la foresta.
Secondo un'etimologia meno nota, il nome "Amazonas" deriverebbe invece da un vocabolo indigeno, amassunu, che significa "i suoni delle acque".
Con il trattato di Tordesillas del 1494 il globo terrestre (Europa esclusa) fu diviso fra Spagna e Portogallo: i territori a ovest del meridiano 46° 37' passavano alla prima, quelli a est al secondo. Ciò significava che tutto il Sudamerica, salvo una piccola porzione della costa orientale del Brasile, spettava agli spagnoli. In realtà i portoghesi finirono per controllare tutta l'area brasiliana stabilendovi vari insediamenti e accampamenti militari. Fu così che la Spagna rinunciò ufficialmente al controllo della regione (Amazonas compreso) con il trattato di Madrid del 1750. Lo Stato dell'Amazonas venne poi ufficialmente creato da Dom Pedro II nel 1850. Negli anni cinquanta dell'Ottocento l'Amazonas conobbe un periodo di grande prosperità economica, dovuto al florido commercio della gomma. Tali ricchezze comportarono però un numero incalcolabile di perdite di vite umane tra i seringueiros, amerindi sfruttati nella raccolta di caucciù che perirono a causa delle malattie e dei ritmi di lavoro insostenibili.
Verso la fine dell'Ottocento, il Brasile perse il monopolio del commercio di caucciù a causa della concorrenza di Gran Bretagna e Paesi Bassi, che sfruttavano le piantagioni del Sudest asiatico per produrre gomma di qualità migliore a prezzi più contenuti. A inizio Novecento, l'Amazonas andò perciò incontro a un periodo di crisi economica, che ebbe termine solo negli anni cinquanta in seguito all'intervento del governo federale.
Proprio grazie alle ricchezze accumulate con il commercio della gomma, la capitale Manaus un tempo fu una città molto ricca, che, addirittura, riuscì ad avere strade asfaltate e illuminate ancor prima di Londra. Tuttavia, Manaus attraversò una fase di decadenza in seguito al declino delle esportazioni di caucciù, per poi conoscere una nuova fase di espansione economica solo nel 1967, anno in cui il governo federale implementò politiche volte alla ripresa economica della città che, ora, costituisce il più importante centro finanziario della regione.

## Bandiera

La Bandiera dell'Amazonas

La bandiera attuale fu adottata con la legge numero 1513 del 14 gennaio 1982. Le 25 stelle nella parte superiore sinistra rappresentano le 25 municipalità che esistevano nel 1897. La stella più grande rappresenta la capitale Manaus. Le due strisce orizzontali bianche simboleggiano la speranza, mentre quella rossa le lotte sostenute dalla popolazione.

## Geografia antropica

### Suddivisioni amministrative
Lo Stato è composto dalla capitale e da altri 61 municipi.
Le municipalità sono raggruppate in 13 microregioni, a loro volta raggruppate in 4 mesoregioni. Queste due entità sono state create dall'Instituto Brasileiro de Geografia e Estatística, l'istituto nazionale brasiliano di geografia e statistica, per soli fini statistici, pertanto non individuano entità politiche o amministrative.

#### Mesoregioni
- Centro Amazonense
- Norte Amazonense

- Sudoeste Amazonense
- Sul Amazonense

#### Microregioni
- Alto Solimões
- Boca do Acre
- Coari
- Itacoatiara
- Japurá

- Juruá
- Madeira
- Manaus
- Parintins

- Purus
- Rio Negro
- Rio Preto da Eva
- Tefé

#### Capitale
- Manaus

## Economia
In passato l'economia dello Stato dipendeva quasi esclusivamente dall'esportazione della gomma. Oggi si ha invece un'economia più diversificata, visto che si coltivano manioca, arance e altre colture. Recenti cambiamenti si sono avuti grazie al governo federale, che appoggia la nascita di industrie per l'esportazione di prodotti di largo consumo negli altri stati dell'area amazzonica (come il Venezuela) e nei paesi più sviluppati.
Altra attività importante è il turismo, reso possibile dalla incredibile varietà del paesaggio amazzonico.